# Monplaisant
Monplaisant is een gemeente in het Franse departement Dordogne (regio Nouvelle-Aquitaine) en telt 251 inwoners (1999). De plaats maakt deel uit van het arrondissement Sarlat-la-Canéda.

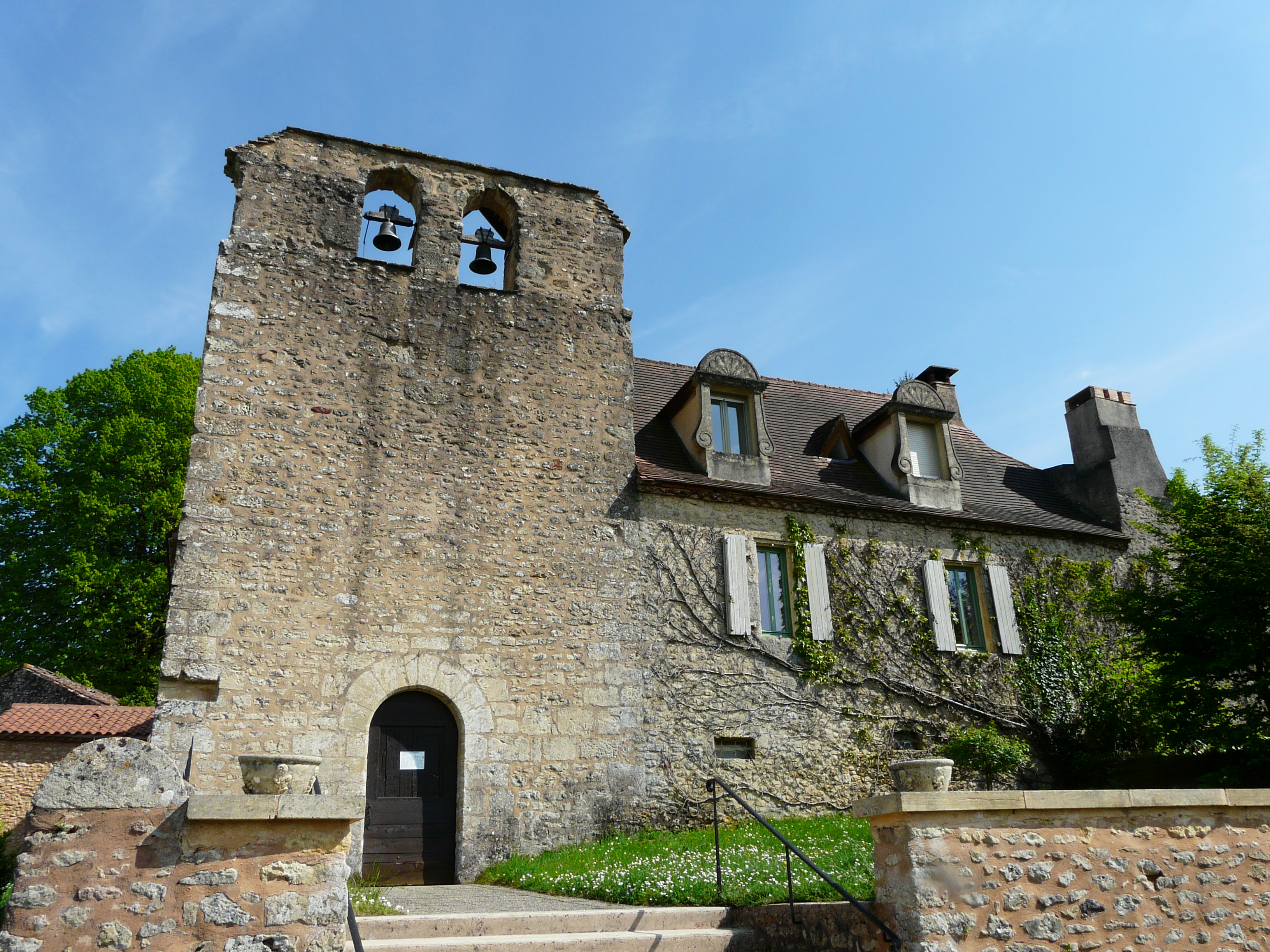
Kerk en pastorie van Monplaisant
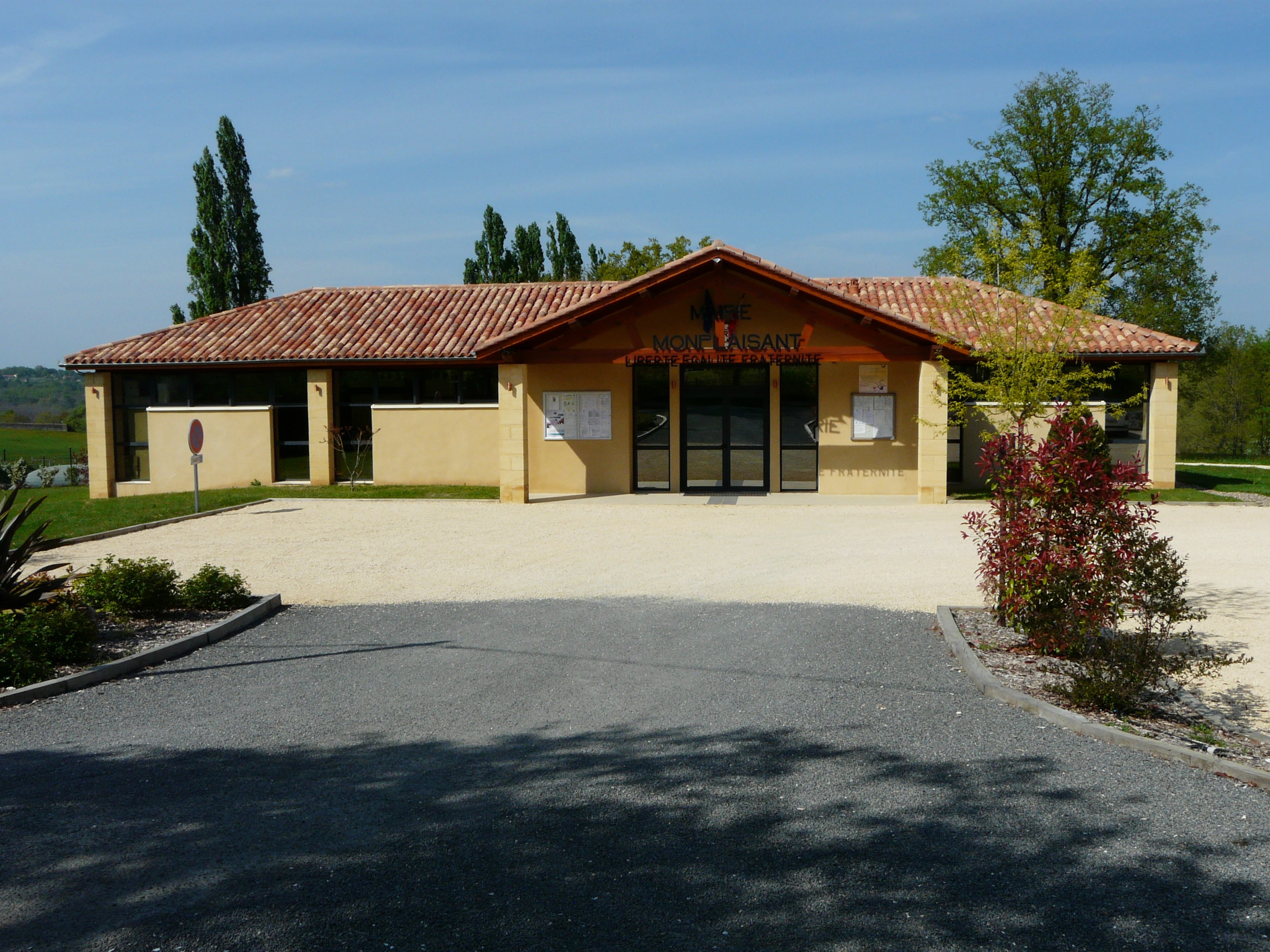
Gemeentehuis

## Geografie
De oppervlakte van Monplaisant bedraagt 5,5 km², de bevolkingsdichtheid is 50 inwoners per km².
De onderstaande kaart toont de ligging van Monplaisant met de belangrijkste infrastructuur en aangrenzende gemeenten.

## Demografie
Onderstaande figuur toont het verloop van het inwonertal (bron: INSEE-tellingen).